# Edgar Aldrich
Edgar Aldrich (* 5. Februar 1848 in Pittsburg, Coös County, New Hampshire; † 15. September 1921 in Littleton, New Hampshire) war ein US-amerikanischer Jurist und Politiker. Nach seiner Berufung durch Präsident Benjamin Harrison fungierte er von 1891 bis zu seinem Tod im Jahr 1921 als Bundesrichter am Bundesbezirksgericht für den Distrikt von New Hampshire.

## Werdegang
Nach dem Schulbesuch ließ sich Edgar Aldrich in den Rechtswissenschaften ausbilden. Im Jahr 1868 erwarb er den Bachelor of Laws an der Law School der University of Michigan, woraufhin er in Colebrook zu praktizieren begann. Zwischen 1872 und 1879 fungierte er als Staatsanwalt (Solicitor) im Coös County. Er zog 1881 nach Littleton um und betrieb dort bis 1889 ebenfalls eine private Praxis. Zwischen 1884 und 1885 saß er als republikanischer Abgeordneter im Repräsentantenhaus von New Hampshire. Im Jahr 1885 war er Speaker dieser Parlamentskammer.
Am 16. Februar 1891 wurde Aldrich von Präsident Harrison als Nachfolger des verstorbenen Daniel Clark zum Richter am United States District Court for the District of New Hampshire ernannt. Nach seiner Bestätigung durch den Senat der Vereinigten Staaten, die vier Tage später erfolgte, konnte er dieses Amt bis zu seinem Tod am 15. September 1921 ausüben. Seine Nachfolge trat George Franklin Morris an.